# Zeehan
Zeehan (845 habitants) est une localité située dans l'ouest de la Tasmanie en Australie à 286 km au nord-ouest de Hobart.
Elle porte le nom du mont situé à proximité qui lui-même porte le nom du bateau, le Zeehaen d'Abel Tasman
Elle a compté jusqu'à 10 000 habitants à son apogée lorsque des mines d'argent et de plomb ont été exploitées dans la région.
Son économie repose sur quelques petites mines restantes et le tourisme.